# Neocenchrea ochracea
Neocenchrea ochracea är en insektsart som beskrevs av Metcalf 1945. Neocenchrea ochracea ingår i släktet Neocenchrea och familjen Derbidae. Inga underarter finns listade i Catalogue of Life.